# Ninurta

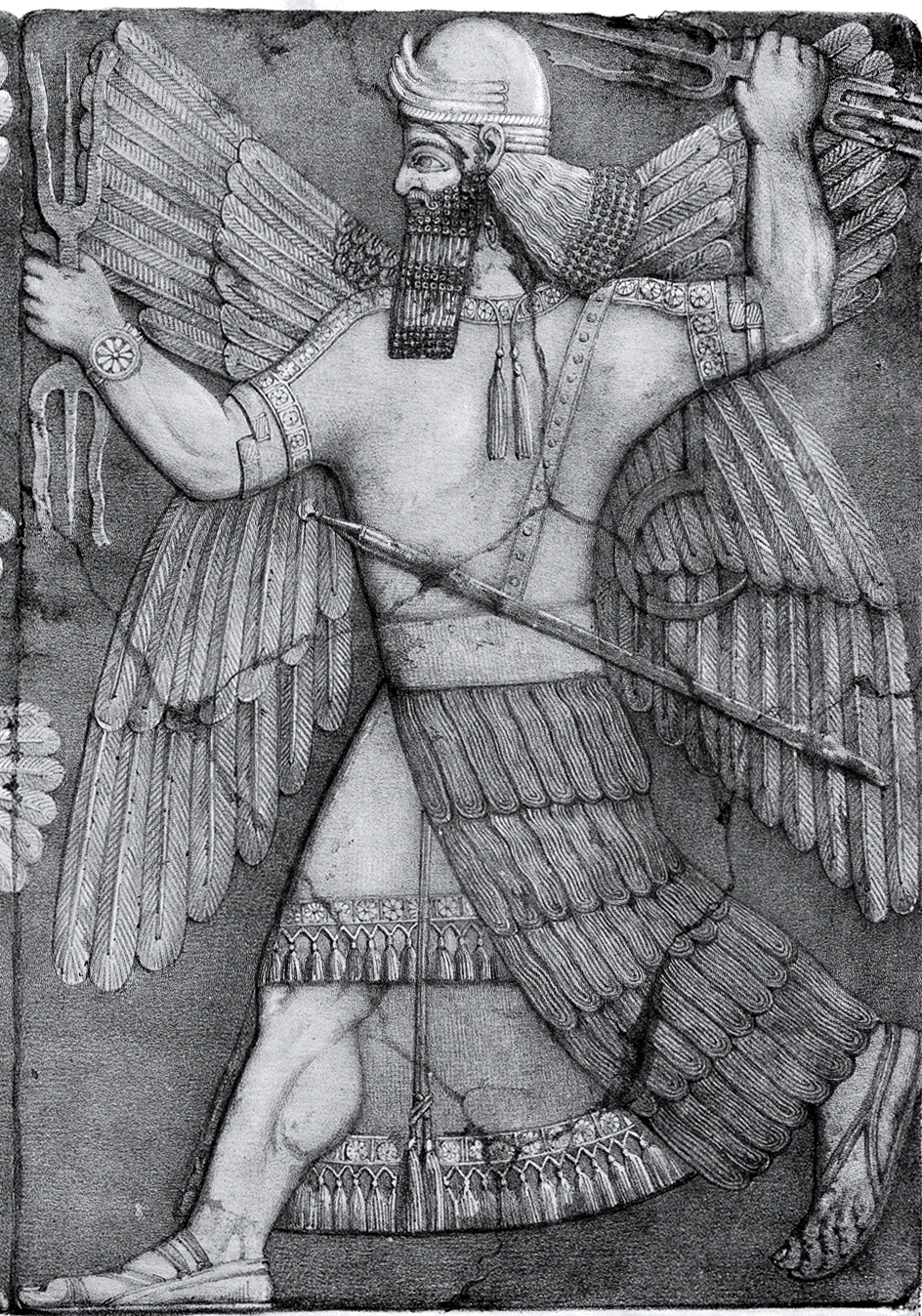

Ninurta, ook Ningirsu, was in de Mesopotamische mythologie de god die geassocieerd werd met de irrigatie van het akkerland. Hij wordt in sommige mythen als de zoon van Enlil en Ninhursaga beschouwd. Zijn echtgenote was Gula de godin van regeneratie en genezing. 
In vroege Sumerische mythen had Ninurta de gedaante van Imdugud (ook: Anzu), de stormvogel, maar geleidelijk kreeg hij een menselijke vorm. Meestal werd hij met vleugels afgebeeld. Op het strijdtoneel verscheen Ninurta als een stormvogel met leeuwenkop. Hij was namelijk ook god van de strijd. 
In een mythe streed hij met de elementen, waardoor de hele natuur tegen hem in opstand kwam, ook de rotsen en de gesteenten. Maar Ninurta overwon spoedig zijn vijanden. Diegenen die met hem mee hadden gestreden beloonde hij met macht en glorie, terwijl hij de anderen liet waar ze onder de voet waren gelopen. Zo kwamen er mooie schitterende edelstenen en matte kiezelstenen. 